# Chauny (tổng)
Tổng Chauny là một tổng của Pháp, nằm ở tỉnh Aisne trong vùng Hauts-de-France.

## Địa lý
Tổng này được tổ chức xung quanh Chauny thuộc quận Laon. Độ cao thay đổi từ 38 m (Abbécourt) đến 182 m (Caillouël-Crépigny) với độ cao trung bình 80 m.

## Hành chính
| Giai đoạn | Ủy viên           | Đảng | Tư cách |
| --------- | ----------------- | ---- | ------- |
| 1992-.... | Brinon            | UDF  | ...     |
| 1998-2011 | Jean-Luc Lanouilh | PCF  | ...     |

## Các đơn vị cấp dưới
Tổng Chauny gồm 20 xã với dân số là 24 056 người (điều tra năm 1999, dân số không tính trùng)
| Xã                   | Dân số | Mã bưu chính | Mã insee |
| -------------------- | ------ | ------------ | -------- |
| Abbécourt            | 447    | 02300        | 02001    |
| Amigny-Rouy          | 626    | 02700        | 02014    |
| Autreville           | 760    | 02300        | 02041    |
| Beaumont-en-Beine    | 137    | 02300        | 02056    |
| Béthancourt-en-Vaux  | 368    | 02300        | 02081    |
| Caillouël-Crépigny   | 426    | 02300        | 02139    |
| Caumont              | 474    | 02300        | 02145    |
| Chauny               | 12 523 | 02300        | 02173    |
| Commenchon           | 155    | 02300        | 02207    |
| Condren              | 686    | 02700        | 02212    |
| Frières-Faillouël    | 774    | 02700        | 02336    |
| Guivry               | 221    | 02300        | 02362    |
| Marest-Dampcourt     | 326    | 02300        | 02461    |
| Neuflieux            | 92     | 02300        | 02542    |
| La Neuville-en-Beine | 152    | 02300        | 02546    |
| Ognes                | 1 120  | 02300        | 02566    |
| Sinceny              | 2 158  | 02300        | 02719    |
| Ugny-le-Gay          | 166    | 02300        | 02754    |
| Villequier-Aumont    | 602    | 02300        | 02807    |
| Viry-Noureuil        | 1 843  | 02300        | 02820    |

## Biến động dân số
| 1962                                                     | 1968   | 1975   | 1982   | 1990   | 1999   |
| -------------------------------------------------------- | ------ | ------ | ------ | ------ | ------ |
| 22 082                                                   | 23 985 | 24 450 | 24 594 | 24 572 | 24 056 |
| Nombre retenu à partir de 1962 : dân số không tính trùng |        |        |        |        |        |